# پیام‌رسان فوری ای‌اوال
پیام‌رسان فوری ای‌اوال (به انگلیسی: AOL Instant Messenger) (AIM) یک پیام‌رسان فوری و برنامه اعلام حضور است که این امکان را به کاربران می‌دهد که بلادرنگ گپ بزنند. این برنامه محصولی از شرکت ای‌اوال می‌باشد که برای اولین بار در سال ۱۹۹۷ روانهٔ بازار شد.

## ویژگی‌ها
- به اشتراک‌گذاری تصاویر و فایل‌های ویدئویی
- چت صوتی و تصویری
- آرشیو همه پیام‌ها
- نصب افزونه بر روی نرم‌افزار
- گپ با دوستان در فیس‌بوک و گوگل
- شخصی‌سازی